# Zgodovina Rusije
Zgodovina Rusije je opisana v vrsti člankov:
- Hazarski kaganat, 7.-10. stoletje
- Volška Bolgarija, 7.-13. stoletje
- Ruski kaganat, pozno 8. in 9. stoletje
- Kijevska Rusija, obdobje 882–1240
- Novgorodska republika, obdobje 1136–1478
- Vladimiro-Suzdalska kneževina, obdobje 1157-1328
- Moskovska velika kneževina, obdobje 1328-1547
- Rusko carstvo, obdobje 1547–1721
- Ruski imperij, obdobje 1721–1917
- Ruska sovjetska federativna socialistična republika (RSFSR), obdobje 1917–1922
- Zveza sovjetskih socialističnih republik ali Sovjetska zveza, obdobje 1922–1991
- Ruska federacija, od leta 1991